# Ibn Abd el-Zaher
 (mars 2018).
Pour les articles homonymes, voir Zaher.
Muhyi al-Din Ibn Abd al-Zâhir ou Ibn Abd el-Zaher est un chroniqueur égyptien (Le Caire, 1223-1293), chroniqueur et secrétaire de chancellerie des sultans Baybars et Qala'ûn, auteur d’une Vie de Baybars.

### Sources
MuslimHeritage.com